# Miyana

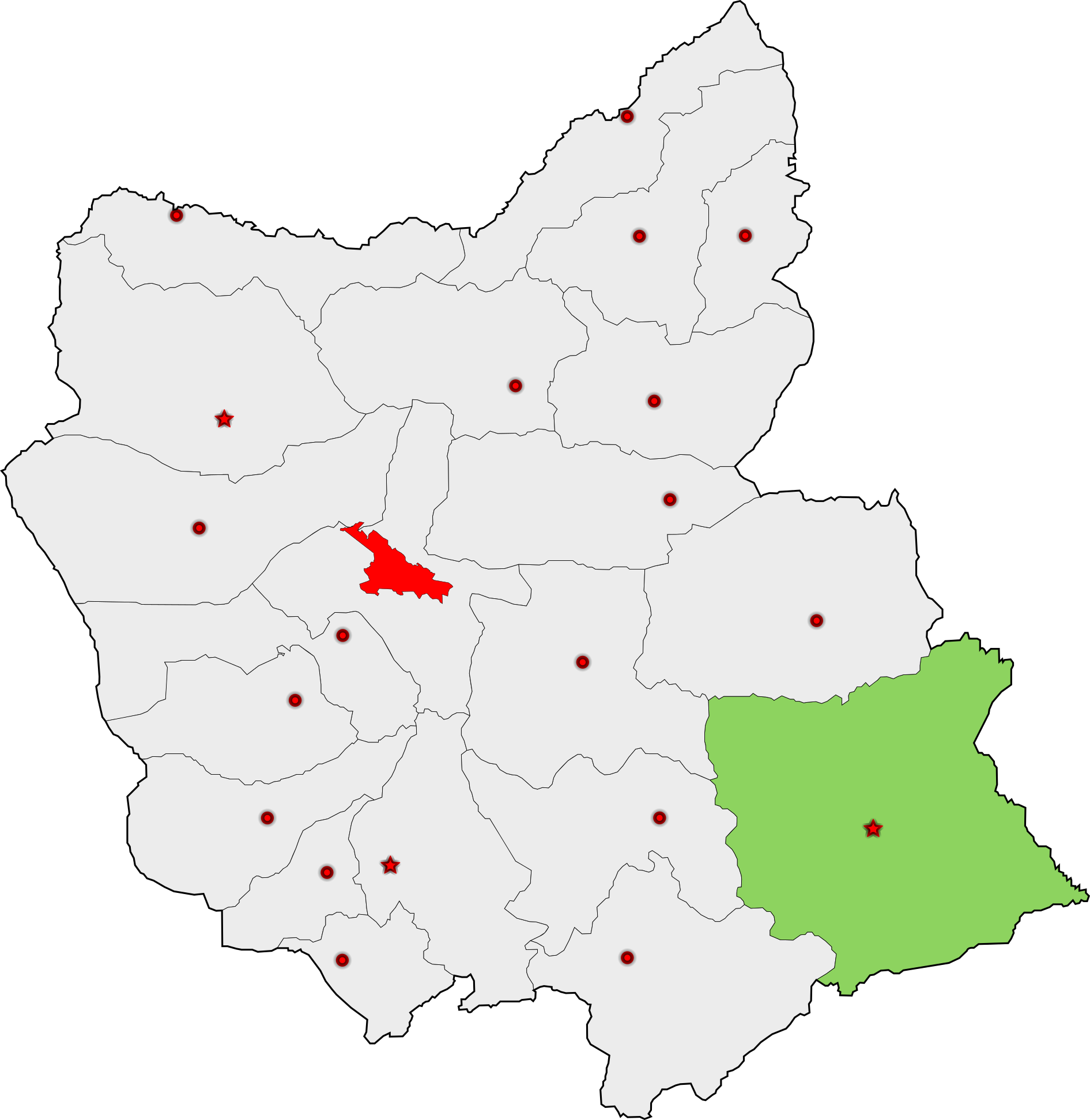
Mapa del comtat dins l'Azerbaidjan Oriental

Miyana, Miyaneh o Meyaneh (شهرستان میانه, antigament Miyanidj) és una ciutat i municipi de l'Iran a la riba del Kizil Uzen, afluent del Safid Rud, al sud-est de l'Azerbaidjan (regió, part persa). És capital d'un comtat (shahrestan) que porta el mateix nom, amb 290 pobles i una població de 173.998 habitants el 1970 i de 191.291 habitants el 2006, a la província de l'Azerbaidjan Oriental. El comtat està subdividit en quatre circumscripcions (bakhsh): Central (بخش مرکزی), Torkaman Chay o Turkmanchay (بخش ترکمان‌چای), Kaghazkonan (بخش کاغذکنان) i Aqkand (بخش اقكند).

## Història
El seu nom literalment vol dir "terra situada al mig" i estava situada al mig de la ruta entre Tabriz i el nord de Pèrsia i al mig de la que unia Maragha amb Ardabil. Al segle VII fou conquerida per l'àrab Hudhayfa ibn al-Yaman al-Absi però no s'hi van establir fins a l'inici del Califat Abbàssida (segle viii) quan s'hi van instal·lar membres de la tribu Hamdan del Iemen. Al segle X els geògrafs la descriuen com una ciutat modesta però prospera i va tenir certa importància fins al temps del mongols. El 1319 fou escenari d'una batalla entre Abu Said Bahadur Khan i els seus emirs revoltats. En temps d'al-Mustawfi (segle xiv) era un petit poble. El 1828 a un llogaret de la regió, Turkmanchay, es va signar el tractat d'aquest nom entre Pèrsia i Rússia.
Modernament va tornar a prosperar i el 1970 ja tenia 29.447 habitants. Des de 1942 és estació ferroviària de la línia de Teheran a la frontera de la República de l'Azerbaidjan (abans República Socialista Soviètica de l'Azerbaidjan). Disposa de quatre qanat que l'abasteixen d'aigua i una gran mesquita dins la qual hi ha la tomba d'un net de l'imam Jàfar as-Sàdiq, de nom Ismail.